# Secure Neighbor Discovery
El protocol Secure Neighbor Discovery (SEND) és una extensió de seguretat del Neighbor Discovery Protocol (NDP) en IPv6 definit a RFC 3971 i actualitzat per RFC 6494.
El protocol de descoberta de veïns (NDP) és responsable a IPv6 del descobriment d'altres nodes de xarxa a l'enllaç local, de determinar les adreces de la capa d'enllaç d'altres nodes i de trobar encaminadors disponibles i mantenir la informació d'accessibilitat sobre els camins cap a altres nodes veïns actius. (RFC 4861). NDP és insegur i susceptible a interferències malicioses. La intenció de SEND és proporcionar un mecanisme alternatiu per assegurar NDP amb un mètode criptogràfic que sigui independent d'IPsec, el mètode original i inherent per assegurar les comunicacions IPv6.
SEND utilitza adreces generades criptogràficament (CGA) i altres opcions noves de NDP per als tipus de paquets ICMPv6 utilitzats a NDP.
SEND es va actualitzar per utilitzar la infraestructura de clau pública de recursos (RPKI) per RFC 6494 i RFC 6495 que defineixen l'ús d'un perfil de certificat SEND utilitzant un perfil de certificat RFC 6487 RPKI modificat que ha d'incloure una única extensió de delegació d'adreça IP RFC 3779.
Hi ha hagut preocupacions amb l'agilitat de l'algorisme davant els atacs a les funcions hash utilitzades per SEND expressades a RFC 6273, ja que CGA actualment utilitza l'algoritme hash SHA-1 i els certificats PKIX i no ofereix suport per a algorismes hash alternatius.

## Implementacions
- Cisco IOS 12.4(24)T i posteriors
- Forquilla Docomo USL SEND
- Fàcil d'enviar
- ipv6-send-cga, Huawei i la Universitat de Correus i Telecomunicacions de Beijing
- NDprotector, Telecom SudParis
- API nativa del nucli SeND
- TrustRouter
- USL SEND (descatalogat), NTT DoCoMo
- WinSEND